# قاي بوند
قاي بوند (بالإنجليزية: Guy Bond)‏ هو عالم نفس أمريكي، ولد في 4 مايو 1904، وتوفي في 1980.